# Сяргозеро (Карелия)
Ся́ргозеро (карел. Šärkijärvi, Särgijärvi) — деревня в составе Паданского сельского поселения Медвежьегорского района Республики Карелия Российской Федерации.

## Общие сведения
Расположена на юго-восточном берегу одноимённого озера.

## История
8 июня 1935 года постановлением Карельского ЦИК в деревне была закрыта церковь.

## Население
Численность населения в 1905 году составляла 201 человек.
| 2002 | 2010 | 2013 |
| ---- | ---- | ---- |
| 28   | ↘13  | ↘11  |

Основную часть населения деревни составляют карелы (75 %, 2002 год).

## Улицы
- ул. Приозёрная
- ул. Сплавная
- ул. Южная